# Confrérie des jongleurs et bourgeois d'Arras
La Confrérie des jongleurs et bourgeois d'Arras era una confraternita di jongleurs (menestrelli) fondata ad Arras nel o verso il 1175. Come è implicito nel suo nome, l'associazione era stata istituita per i jongleurs (non per trovieri) e la borghesia, e non propriamente per la classe cavalleresca. Si distingueva dal Puy d'Arras per il fatto che non realizzava agoni poetici.  
La fondazione della Confrérie è avvolta nella leggenda. Si racconta che due jongleurs, impegnati in una discussione e incapaci di appianare le loro divergenze, furono avvicinati dalla Vergine Maria, la quale li manda ad Arras, dove imperversava la peste. Qui essi sono giudicati in merito alla loro disputa dal vescovo di Arras nella cattedrale di Notre-Dame. Una volta là, appare di nuovo la Vergine che diede loro una candela, la tradizionale sainte chandelle, e scoprendo che la cera fusa, mista ad acqua, era capace di sanare le ferite di coloro che erano stati colpiti dalla pestilenza, 144 quella prima notte. In segno di gratitudine e di lode, i jongleurs fondarono una confrérie per salvaguardare la candela e celebrare le feste religiose. Poco dopo, e alquanto attendibile storicamente, venne costruita una torre per ospitare la candela, apportando così un afflusso considerevole di pellegrini. 
La Confrérie era, inizialmente, un istituto religioso laico. I suoi statuti fornivano l'estrema unzione, servizi funebri per i membri deceduti e un comune approvvigionamento di cibo per i membri più poveri. Aperta sia a uomini che a donne, funzionava per mezzo di quote associative e contributi annuali. I membri dovevano inoltre prestare giuramento, dopodiché essi potevano partecipare all'elezione del confrére capo e dei suoi funzionari, i quali monitoravano le attività dei membri onde assicurare la conformità con gli statuti. 
Il documento più importante riguardante la storia della Confrérie è il necrologio che registra le morti dei membri dal 1194 al 1361, tra cui Adam de la Halle e Jehan Erart. 